# Jana Sergejewna Noskowa
Jana Sergejewna Noskowa (russisch Яна Сергеевна Носкова; englisch Yana Noskova; * 2. Februar 1994 in Moskau) ist eine russische Tischtennisspielerin. Sie vertrat ihr Land bei den Olympischen Spielen 2012. Sie ist Rechtshänderin und verwendet den europäischen Shakehand-Stil. Sie nahm an der Universiade 2013 teil.

## Werdegang
International trat Noskowa erstmals 2011 für den Jugend-Bereich auf. Bei den Jugend-Europameisterschaften holte sie mit der Mannschaft und im Einzel die Goldmedaille. Weitere Auftritte in der Jugend, aber auch im Erwachsenen-Bereich folgten 2012.
Dabei qualifizierte sie sich durch herausragende Leistungen für die Olympischen Spiele. Hier erreichte sie die zweite Runde, wo sie gegen Cornelia Molnar verlor. Bei der Universiade gewann sie mit dem russischen Team die Bronzemedaille, im Einzel konnte sie nur das Viertelfinale erreichen.
2014 konnte die Russin als Teil der Mannschaft in der Gruppe Tschechien, Polen und Kroatien bei der Weltmeisterschaft schlagen, unterlag aber im weiteren Turnierverlauf. Im Jahr 2015 nahm sie unter anderem an den Belgium Open teil. Hier traf sie im Halbfinale auf die Abwehrspielerin Suh Hyo-won, der sie sich mit 0-4 geschlagen geben musste.
Bei der Weltmeisterschaft in Suzhou nahm sie mit Grigori Wlassow am Mixed-Wettbewerb teil, Lospech sorgte dafür, dass sie in der zweiten Runde auf die späteren Gewinner Xu Xin und Yang Ha-eun trafen und verloren. Bei der Europameisterschaft 2016 verlor sie gegen Sabine Winter, dabei war sie zwei Platzierungen weiter vor ihr eingestuft. 2017 war sie in der Premier League aktiv.

## Erfolge
- Bronze mit der Mannschaft bei der EM 2013, 2015 und 2017
- Gold im Einzel und mit der Mannschaft bei der JWM 2011
- Teilnahme an den Olympischen Spielen 2012
- Bronze bei der Universiade 2013 mit der Mannschaft
- Silber im Doppel bei der EM 2018

## Spielstil
Jana Noskowa ist Rechtshänderin und Angreiferin. Sie nutzt als Vorhandbelag den Tenergy 05, ebenso auf der Rückhand und als Holz den Butterfly Innerforce T5000. Sie ist bekannt für gute Aufschläge.